# Tanis (Estados Unidos)
Tanis es un yacimiento fósil localizado en el suroeste de Dakota del Norte, en los Estados Unidos de América. Forma parte de la famosa formación Hell Creek, una región geológica famosa por su gran variedad de hallazgos fósiles, cuyo rango estratigráfico se extiende desde el Cretácico superior hasta el Paleoceno inferior. Singularmente, el sitio de Tanis destaca por su extenso y detallado registro de los efectos directos del impacto de Chicxulub que impactó contra el golfo de México hace 66.043 millones de años, responsable de la extinción del 75% de las especies vivas en ese instante, entre ellos todos los dinosaurios no-aviares, la inmensa mayoría de reptiles marinos y todos los pterosaurios.

## Descubrimiento
El yacimiento fue descubierto en 2008 por el profesor Steve Nicklas de la Universidad de Georgia del Norte y el paleontólogo de campo Rob Sula. Su equipo halló fósiles articulados de esturiones, poliodóntidos y amiídos. A continuación, estos fósiles fueron entregados para investigación al Field Museum of Natural History de Chicago. Reconociendo la naturaleza única del yacimiento, Nicklas y Sula trajeron a Robert DePalma, estudiante de posgrado de la Universidad de Kansas, para realizar excavaciones adicionales. El yacimiento fue excavado sistemáticamente por Robert DePalma durante varios años a partir de 2012, trabajando en un secreto casi absoluto.. Los hallazgos clave se presentaron en dos ponencias en una conferencia en octubre de 2017. El artículo completo que presenta a Tanis tuvo una amplia cobertura en medios de comunicación internacionales el 29 de marzo de 2019, antes de su publicación oficial tres días después. Entre los coautores se encontraban Walter Álvarez y Jan Smit, ambos reconocidos expertos en el impacto y la extinción del K-Pg.